# Nachitom
Nachitom är en ort i Mexiko.   Den ligger i kommunen Larráinzar och delstaten Chiapas, i den sydöstra delen av landet, 700 km öster om huvudstaden Mexico City. Nachitom ligger 1 947 meter över havet och antalet invånare är 140.
Terrängen runt Nachitom är huvudsakligen kuperad, men norrut är den bergig. Runt Nachitom är det ganska tätbefolkat, med 166 invånare per kvadratkilometer. Närmaste större samhälle är San Cristóbal de las Casas, 19,6 km sydost om Nachitom. Omgivningarna runt Nachitom är en mosaik av jordbruksmark och naturlig växtlighet.